# Montaigut-le-Blanc (Creuse)
Montaigut-le-Blanc è un comune francese di 390 abitanti situato nel dipartimento della Creuse nella regione della Nuova Aquitania.

## Società

### Evoluzione demografica
Abitanti censiti